# Resonancia ferromagnética
La resonancia ferromagnética (RFM, o FMR en inglés), es una técnica espectroscópica que permite estudiar la dinámica de la magnetización de los materiales ferromagnéticos. Es una herramienta ampliamente utilizada para caracterizar la dinámica de espines, y en particular de las ondas de espín.

## Historia
Fue descubierta de forma inconsciente en 1911 por V. K. Arkad'yev cuando observó la absorción de radiación de frecuencia ultra alta por materiales ferromagnéticos. En el año 1923 G. Dorfman dio una explicación de los resultados de Arkad'yev y sugirió que las transiciones ópticas debidas al efecto Zeeman podrían proporcionar una manera de estudiar la estructura ferromagnética. Un artículo de Lev Landau y Evgeny Lifshitz publicado en 1935, predijo la existencia de resonancia ferromagnética de la precesión de Larmor, que se verificó mediante experimentos realizados por J. H. Griffiths y E. K. Zavoiskij en 1946.

## Descripción
La RFM es similar a la resonancia paramagnética electrónica, en donde al aplicar un campo magnético externo, la diferencia de energía entre los dos estados (paralelo o antiparalelo al campo magnético) de los espines de los electrones permite al material absorber fotones con esa energía. En cambio, la RFM se aplica a materiales ferromagnéticos, es decir que poseen intrínsecamente momentos magnéticos que pueden ser excitados a precesar con cierta frecuencia {\displaystyle f}, por lo tanto el sistema podrá absorber fotones con energía {\displaystyle E=hf}, donde {\displaystyle h} es la constante de Planck. Debido a las interacciones entre los momentos magnéticos de la muestra estudiada, esta frecuencia de precesión dependerá de varios factores tales como la forma física de la muestra, las interacciones entre momentos magnéticos, el campo magnético externo aplicado, etc.